# Эрльбах (Верхняя Бавария)
Эрльбах (нем. Erlbach) — община в Германии, в земле Бавария.
Подчиняется административному округу Верхняя Бавария. Входит в состав района Альтэттинг. Население составляет 1182 человека (на 31 декабря 2010 года). Занимает площадь 28,13 км².
Коммуна подразделяется на 84 сельских округа.

## Население
По оценке на 31 декабря 2015 года население общины Эрльбах составляет 1171 чел. 

| Дата      | 1840 | 1871 | 1900 | 1925 | 1939 | 1950 | 1961 | 1970 | 1987 | 2011 |
| --------- | ---- | ---- | ---- | ---- | ---- | ---- | ---- | ---- | ---- | ---- |
| Население | 1003 | 1126 | 1296 | 1398 | 1312 | 1751 | 1327 | 1252 | 1200 | 1160 |

| Год       | 1960 | 1970 | 1980 | 1990 | 2000 | 2009 | 2010 | 2011 | 2012 | 2013 | 2014 | 2015 |
| --------- | ---- | ---- | ---- | ---- | ---- | ---- | ---- | ---- | ---- | ---- | ---- | ---- |
| Население | 1308 | 1235 | 1152 | 1210 | 1271 | 1194 | 1182 | 1165 | 1180 | 1180 | 1174 | 1171 |